# ヒッポリト・ケンプ
ヒッポリト・ケンプ（Hippolyt Kempf, 1965年12月10日 - ）は、1980年代後半から1990年代前半にかけて活躍した、スイスのノルディック複合選手である。1988年カルガリーオリンピックの15km個人で金メダルを獲得した。また、同大会の3x10km団体（フレディ・グランツマン、アンドレアス・シャード）で銀メダル、1994年リレハンメルオリンピックでも3x10km団体（ジャン＝イブ・クーンデ、アンドレアス・シャード）で銅メダルを獲得した。
ノルディックスキー世界選手権では1989年大会の3x10km団体で銀メダルを獲得している。